# Ona Grauer
Pour les articles homonymes, voir Grauer.
Ona Grauer, née à Mexico au Mexique, est une actrice de télévision canado-mexicaine connue pour le rôle de l'Ancienne Ayiana dans la série Stargate SG-1.
Elle a aussi fait des apparitions dans les séries Smallville, Jane et Tarzan, Andromeda, Sliders : Les Mondes parallèles, Freedom, Traque sur Internet et First Wave.
De même, elle apparait dans plusieurs films tels que House of the Dead et Deep Evil.

## Filmographie

### Cinéma

#### Court métrage
- 2013 : Fade Out d'Agam Darshi : actrice

#### Long métrage
- 2013 : Elysium de Neill Blomkamp : CCB Agent
- 2010 : Percy Jackson : Le Voleur de foudre (Percy Jackson and the Olympians: The Lightning Thief) de Chris Columbus : Artémis
- 2006 : Firewall de Richard Loncraine : serveuse
- 2005 : Intelligence de Stephen Surjik : Katarina
- 2005 : Alone in the Dark d'Uwe Boll : Agent Feenstra
- 2004 : Catwoman de Pitof : Sandy
- 2003 : Lizzie McGuire, le film (The Lizzie McGuire Movie) de Jim Fall : Model #1
- 2003 : House of the Dead d'Uwe Boll : Alicia
- 2000 : My 5 Wives de Sidney J. Furie : Poolside Cocktail Waitress
- 2000 : Une blonde en cavale (Beautiful Joe) de Stephen Metcalfe (en) : Ariel

### Télévision

#### Téléfilm
- 2021 : Scandales et privilèges (Admitted or Dead) de Ken Friss : Lisa
- 2018 : L'Homme qui a brisé ma fille (No One Would Tell) de Gail Harvey : Gillian Tennison
- 2016 : Petits Meurtres et Pâtisserie : Mortelle Saint-Valentin (Murder, She Baked:A Peach Cobbler Mystery) de Kristoffer Tabori : Nancy Schmidt alias Dr Love
- 2014 : Mom's Day Away de Mark Jean : Trish
- 2013 : Enquêtrice malgré elle (After All These Years) : Christine
- 2013 : Profil criminel (Profile for Murder) de Terry Ingram : Dr Michelle
- 2012 : Panique sur Seattle (Seattle Superstorm) de Jason Bourque : Lieutenant-commandant Emma Peterson
- 2010 : Smoke Screen de Gary Yates : Miranda
- 2009 : Seule contre tous (Encounter with Danger) de Neill Fearnley : Carrie
- 2008 : Yeti (Yeti: Curse of the Snow Demon) de Paul Ziller : Fury
- 2006 : Tout pour la vérité (Lost Behind Bars) de Scott Williams : Amanda Watson
- 2005 : Behind the Camera: The Unauthorized Story of 'Mork & Mindy' de Neill Fearnley (sous le nom de Neil Fearnley) : Raquel Welch
- 2005 : Séduction criminelle (Ladies Night) de Norma Bailey : Emily Morgan
- 2005 : Intelligence de Stephen Surjik : Katarina
- 2005 : Meurtre au Présidio (Murder at the Presidio) de John Fasano : Kathy Tucker
- 2004 : Deep Evil de Pat Williams (en) : Dr Cole
- 2004 : Le Parfait Amour (Perfect Romance) de Douglas Barr : petite amie de Peter
- 2003 : Le Tueur des nuits de noces (1st to Die) de Russell Mulcahy : Becky DeGraaff
- 2002 : We'll Meet Again de Michael Storey : Anna Marie Scalli
- 2001 : Romantic Comedy 101 de Peter DeLuise : Deanna
- 2000 : Le Village du père Noël (en) (The Christmas Secret) de Peter DeLuise : Mme Isakson
- 2000 : La Première Cible (First Target) d'Armand Mastroianni : Nina Stahl

#### Série télévisée
- 2014 : Motive (saison 2, épisode 10 : Nobody Lives Forever) : Victoria Hill
- 2014 : Arctic Air (saison 3, épisode 04 : The Finish Line) : Connie Jackowski
- 2013 : Cult : Lexi
  - (saison 1, épisode 04 : Get with the Program)
  - (saison 1, épisode 05 : The Kiss)
  - (saison 1, épisode 06 : The Good Fight)
  - (saison 1, épisode 13 : Executive Producer Steven Rae)
- 2013 : Arrow (saison 1, épisode 13 : Trahison) : Viviane
- 2012 : Fringe (saison 4, épisode 15 : Philtre d'amour : Diana Sutter
- 2011 - 2013 : Archer : Katya Kazanova
  - (saison 2, épisode 12 : White Nights)
  - (saison 2, épisode 13 : Double Trouble)
  - (saison 3, épisode 11 : Skin Game)
  - (saison 4, épisode 05 : Vicious Coupling)
  - (saison 4, épisode 07 : Live and Let Dine)
- 2011 : V : Kerry Eltoff
  - (saison 2, épisode 05 : Concordia)
  - (saison 2, épisode 06 : Bouclier humain)
  - (saison 2, épisode 09 : L'Invasion est en marche)
- 2010 : The Bridge (12 épisodes) : Abby St. James
- 2009 : Stargate Universe : Emily Young
  - (saison 1, épisode 01 : Air, partie 1)
  - (saison 1, épisode 04 : Ombre et Lumière, partie 1)
  - (saison 1, épisode 05 : Ombre et Lumière, partie 2)
  - (saison 1, épisode 07 : Terre)
  - (saison 1, épisode 09 : Un nouvel espoir)
- 2008 : Flashpoint (saison 2, épisode 02 : La Forteresse) : Irina Kazkov
- 2007 : Flash Gordon (saison 1, épisode 11 : Rencontre du troisième type) : Genessa
- 2007 : Supernatural (saison 2, épisode 22 : L'Armée des ténèbres (2e partie)) : Deal-Making Demon
- 2006 - 2007 : Intelligence (16 épisodes) : Katarina Weigel
- 2006 : Three Moons Over Milford (en) : Sarah Louise
  - (saison 1, épisode 01 : Pilot)
  - (saison 1, épisode 02 : Shoot the Moon)
  - (saison 1, épisode 03 : Moonstruck)
  - (saison 1, épisode 04 : Moon Giver)
- 2006 : Godiva's (saison 2, épisode 01 : Les Grandes Eaux) : Annie
- 2005 : The L Word (saison 2, épisode 07 : Lumineux) : Sandy
- 2005 : Young Blades (saison 1, épisode 08 : Coat of Arms) : Emanuelle
- 2004 - 2006 : Le Messager des ténèbres (The Collector) (17 épisodes) : Katrina
- 2004 : Smallville (saison 4, épisode 01 : Renaissance) : Dr Gabrielle Vaughan
- 2004 : Stargate Atlantis (saison 1, épisode 01 : Une nouvelle ère (1/2)) : Ayiana
- 2003 : Andromeda (saison 4, épisode 05 : Perte de conscience) : Melea Voth
- 2003 : Tarzan (saison 1, épisode 01 : Eyes of the Lion) : Alice Clayton
- 2003 : Out of Order : Escort
- 2003 : Black Sash (6 épisodes) : Beth Rodgers
- 2002 - 2003 : John Doe : Theresa
  - (saison 1, épisode 01 : En quête d'identité)
  - (saison 1, épisode 20 : Télévoyance)
  - (saison 1, épisode 21 : Jusqu'à la fin…)
- 2002 : Stargate SG-1 (saison 6, épisode 04 : Prisonnière des glaces) : Ayiana
- 2001 : Freedom (saison 1, épisode 11 : Mind Game) : Lieutenant Fallon
- 2000 : Harsh Realm (saison 1, épisode 06 : Le Lac au miroir) : Pretty Young Woman
- 1999 - 2001 : First Wave :
  - (saison 2, épisode 09 : Les Âmes égarées) : Olivia
  - (saison 3, épisode 21 : Neuf ans plus tard) : Taryn
- 2000 : Sept jours pour agir (Seven Days) (saison 2, épisode 15 : L'Ultime frontière) : Leslie Dixon
- 1998 : The Net (saison 1, épisode 13 : Sample) : Mori, Kallus Records Receptionist
- 1997 : Classe croisière (Breaker High) (saison 1, épisode 28 : Stowing Pains) : Lena
- 1996 : Sliders : Les Mondes parallèles (Sliders) (saison 2, épisode 04 : Un monde sans hommes) : Debra